# Sneeuwwoordenverhaal

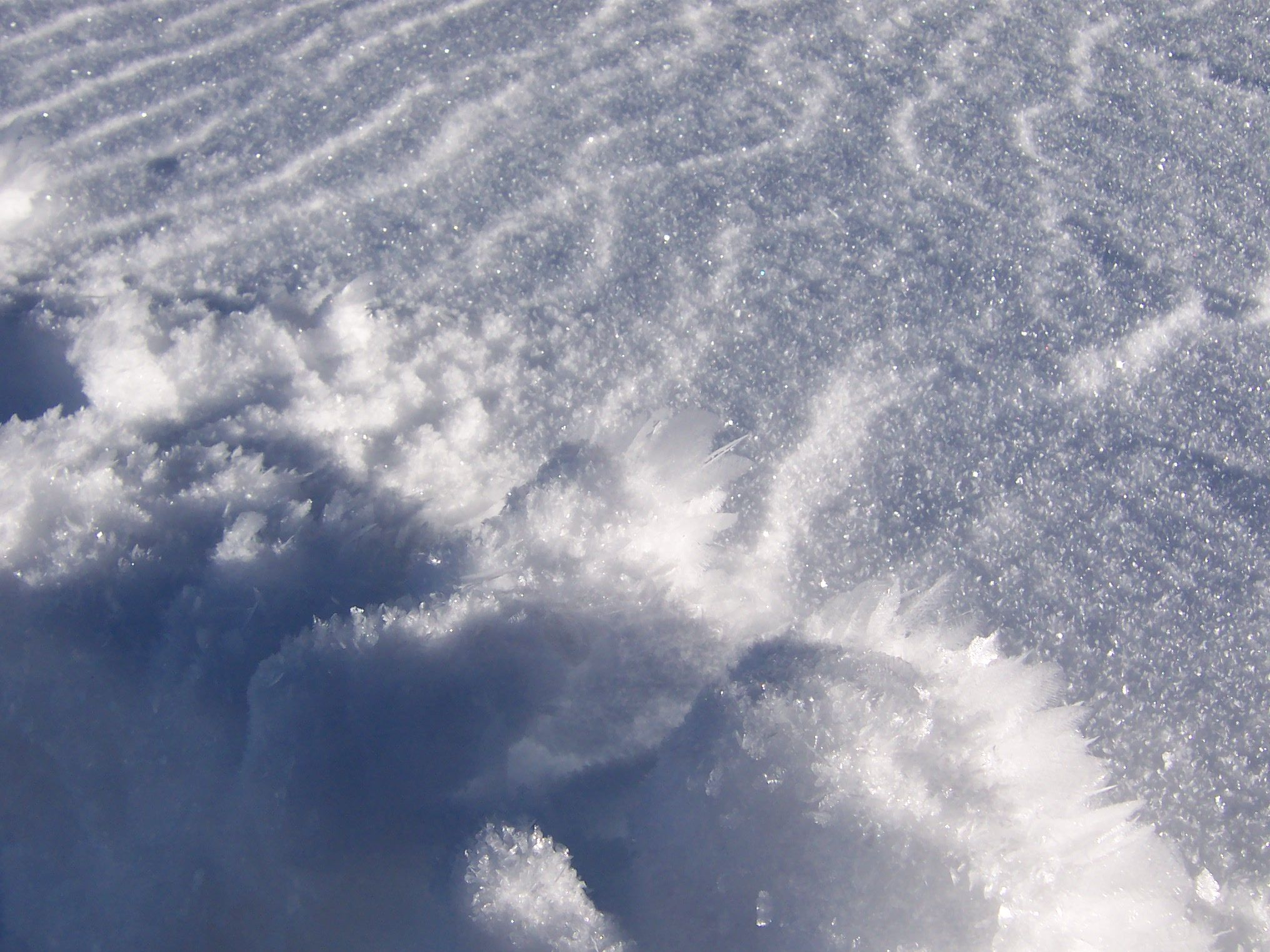
Glinsterende sneeuwkristallen

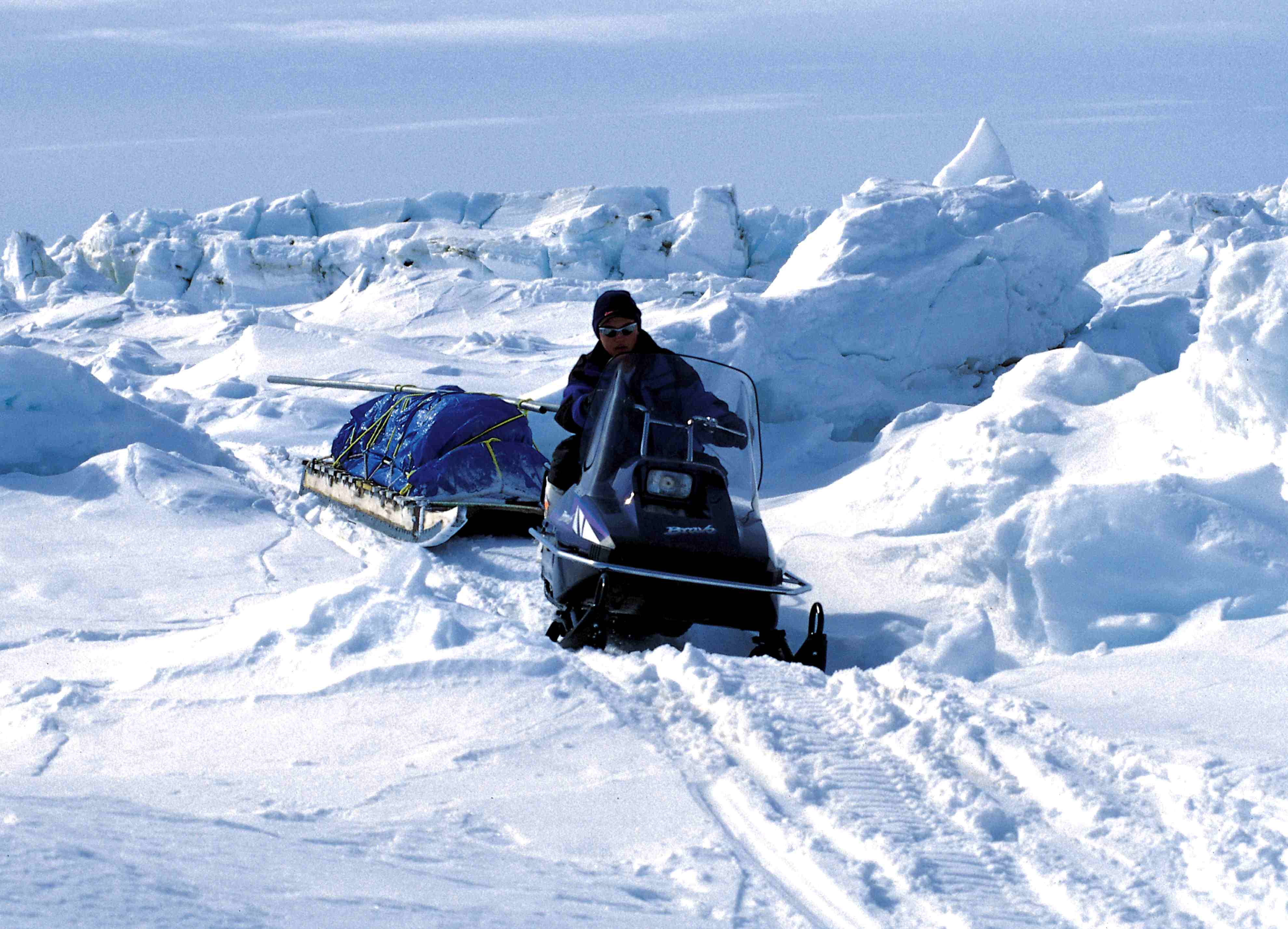
Sneeuwlandschap met sneeuwscooter

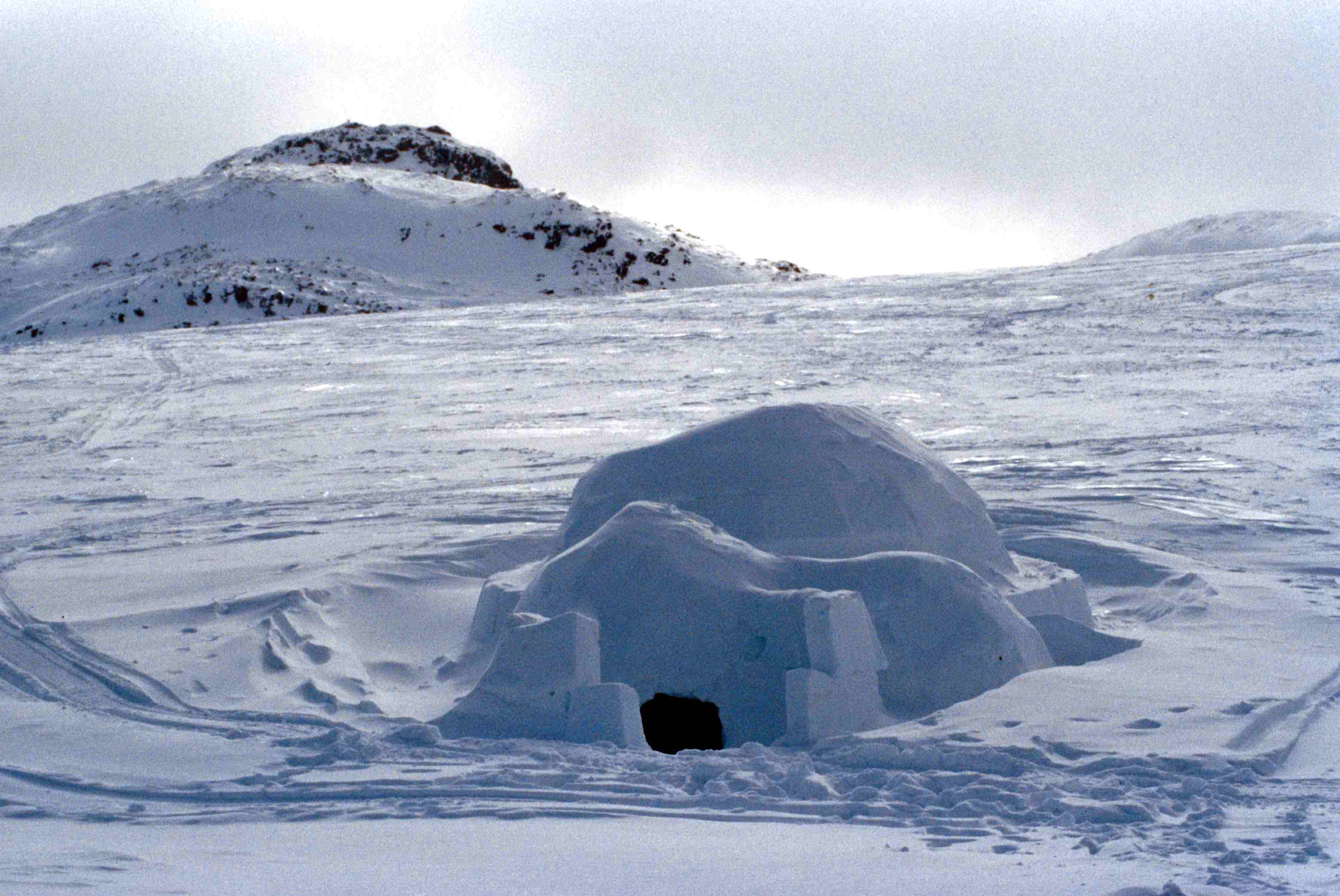
Iglo in sneeuwlandschap

Het sneeuwwoordenverhaal is de bewering dat de Inuit in hun taal, het Inuktitut, een ongebruikelijk groot aantal woorden voor sneeuw zouden hebben. De eerste bron voor dit verhaal is te vinden in de inleiding van The Handbook of American Indian Languages, een werk van linguïst en antropoloog Franz Boas uit 1911. Boas zegt daar dat de Inuits vier verschillende woorden hebben voor sneeuw:  aput ("sneeuw op de grond"), gana ("vallende sneeuw"), piqsirpoq ("opwaaiende sneeuw") en qimuqsuq ("sneeuwjacht"), waar het Engels maar één woord zou hebben. De bedoeling van Boas was om verband te leggen tussen culturele verschillen en taalverschillen.
De linguïst Benjamin Lee Whorf gebruikte Boas' bewering om er zijn theorie van linguïstische relativiteit mee te illustreren: de belevingswereld van een individu wordt in hoge mate bepaald door de taal die hij tot zijn beschikking heeft. Om onbekende redenen breidde Whorf het aantal sneeuwwoorden uit tot 'minstens zeven'.
Het sneeuwwoordenverhaal sprak kennelijk zodanig tot de verbeelding dat het voorbeeld in de loop der jaren talloze malen werd aangehaald, waarbij een toename van het aantal sneeuwwoorden tot 'enige honderden' optrad. Een soortgelijk voorbeeld is het verhaal over Arabieren en het hun toegeschreven scala aan woorden voor zand in allerlei soorten en toestanden.
De "Eskimosneeuw" is ook tot de Nederlandse literatuur doorgedrongen. Dichter Willem Wilmink schreef het plastische gedicht Duizend woorden voor sneeuw. Hij omschrijft er overigens maar elf. De Britse zangeres Kate Bush liet zich door dit verhaal inspireren voor haar album '50 Words for snow'.
In 1986 wees de antropologe Laura Martin er in een artikel in American Anthropologist op dat de beweringen over Inuit-sneeuwwoorden en de conclusies die eraan verbonden werden, inmiddels sterk uiteen liepen en dat geen enkele wetenschapper het nodig scheen te vinden om de feiten te controleren.
In een in 2025 gepubliceerde computeranalyse van 600 talen werd echter aangetoond dat de oorspronkelijke waarnemingen van Boas wel degelijk klopten, dat dit ook voor andere onderwerpen in andere talen geldt, en dat het hier dus niet om een broodjeaapverhaal gaat.

## Eigenlijke aantal woorden
Het precieze aantal woorden voor sneeuw in het Inuktitut is moeilijk te bepalen, niet alleen vanwege linguïstische verschillen, maar ook vanwege classificatieproblemen. Vaak worden lijsten gegeven van de bedoelde woorden, zoals hieronder:
1. apun: sneeuw
2. aput: uitgespreide sneeuw
3. nutagak: poedersneeuw
4. aniu: samengedrukte sneeuw
5. ersertok: bewegende sneeuw
6. akeirorak: nieuwe bewegende sneeuw
7. pukak: suikersneeuw
8. pokaktok: zoutachtige sneeuw
9. ayak: sneeuw op kleren
10. kimauguk: blokkerende sneeuw
11. kalyuqiak: geribbelde sneeuw
12. massak: met water gemengde sneeuw
13. auksalak: smeltende sneeuw
14. aniuk: sneeuw om te laten smelten
15. akillukkak: zachte sneeuw
16. milik: heel zachte sneeuw
17. mitallak: zachte sneeuw die de opening in een gletsjer bedekt
18. sillik: harde, korstige sneeuw
19. kiksrukak: geglazuurde sneeuw in de dooi
20. mauya: sneeuw die doorgebroken kan worden
21. katiksunik: lichte sneeuw die diep genoeg is om over te kunnen lopen
22. iglupak: sneeuw voor het maken van iglo's

Dit soort lijsten is echter problematisch wat betreft classificatie. Het woord iglupak is bijvoorbeeld niets meer dan een verbasterde vorm van de woorden iglu- (huis) en -ksaq (materiaal voor). Een meer precieze vertaling dan "sneeuw voor het maken van iglo's" zou zijn: "bouwmateriaal voor huizen". Spijkers en hout zouden dan ook beschouwd worden als igluksaq.
Op dezelfde wijze komt nutagak van de woorden nutar- (nieuw) en -yug (wat gewoonlijk is), dat in combinatie de betekenis 'datgene wat nieuw is' aanneemt - en niet specifiek 'verse sneeuw'.
We kunnen bovendien kijken naar het eigenlijke aantal Engelse woorden voor sneeuw en gerelateerde begrippen. Er is namelijk sprake van een schijntegenstelling als het enkele woord snow in contrast wordt gezet tegen een groot aantal woorden die in het Inuktitut te vinden zijn.
1. snow: sneeuw
2. ice: ijs
3. sleet: natte sneeuw of ijzel
4. slush: sneeuwbrij, smeltende sneeuw
5. flurry: sneeuwvlaag, sneeuwjacht
6. frost: rijp, vorst
7. hail: hagel
8. powder: poedersneeuw
9. avalanche: lawine
10. blizzard: sneeuwstorm
11. hardpack
12. dusting: dun laagje
13. iceberg: ijsberg
14. igloo: iglo
15. pingo
16. snow cornice: stuifsneeuwrand
17. snowflake: sneeuwvlok
18. blowing snow
19. ice lens
20. snow bank
21. snow fort
22. snowstorm: sneeuwbui

De vraag is dan ook niet hoeveel woorden er zijn vóór sneeuw, maar hoeveel over sneeuw.
De linguïst Steven Pinker stelde in 1994 in zijn boek The Language Instinct dat Inuits en Engelstaligen ongeveer even veel woorden over sneeuw tot hun beschikking hebben. Engels is namelijk een taal met een veel grotere woordenschat (ongeveer 500.000 woorden) dan het Inuktitut.
Een andere reden kan zijn dat er simpelweg veel meer verschillende Engelse dialecten zijn, zoals Amerikaans, Brits, Nieuw-Zeelands en Indisch, waardoor er dus ook meer woorden voor zijn.